# Oberkorb
Oberkorb ist ein Gemeindeteil der Stadt Dorfen im oberbayerischen Landkreis Erding.

## Lage
Die Einöde Oberkorb liegt sieben Kilometer nordöstlich von Dorfen und 150 Meter nordöstlich von Unterkorb.

## Geschichte
Im Jahr 1667 wird Oberkorb urkundlich in Gerichtsakten erwähnt.

## Bevölkerungsentwicklung
Um 1871 gab es in Oberkorb 8 Einwohner. Im Mai 1987 lebten dort 13 Einwohner in zwei Wohngebäuden.
| Jahr      | 1871 | 1925 | 1950 | 1970 | 1987 |
| Einwohner | 8    | 13   | 11   | 16   | 13   |